# Procter & Gamble
Il gruppo Procter & Gamble è una multinazionale statunitense di beni di largo consumo con sede a Cincinnati, Ohio (USA).
Nel 2023 presentava circa 107.000 dipendenti e 104 stabilimenti di produzione. L'esercizio è stato chiuso da Procter & Gamble con un fatturato di 82,0 miliardi di dollari, per un utile netto di 14,7 miliardi.
È stata inserita nel 2011 da Fortune Magazine al quinto posto nella classifica World's Most Admired Companies dopo avere ricoperto la sesta posizione l'anno precedente.

## Storia
P&G fu fondata nel 1837 da due europei emigrati negli Stati Uniti: William Procter (1801-1884), un candelaio inglese, e James Gamble (1803-1891), un saponiere irlandese.
Dopo la sua fondazione, l'impresa è ampiamente cresciuta nel mercato dei beni di largo consumo, battendo ripetutamente nuove strade nel marketing. Un suo segno particolare è il marketing orientato esclusivamente sulle singole marche, laddove l'azienda di solito resta completamente nell'ombra: per questo l'azienda è ritenuta come il pioniere o il creatore del cosiddetto brand management. L'utilizzo coerente della pubblicità televisiva e di quella radiofonica soprattutto nella prima metà del XX secolo, risale alla P&G. Anche il termine soap opera deriva dalla strategia di marketing della società, consistente nello sponsorizzare e a volte nel produrre dopo gli anni trenta spettacoli radiofonici. Una rinomata produzione della P&G è Sentieri, che conta dal 25 gennaio 1937 più di 15 000 puntate.
Il documentarista Michael Moore nel suo documentario The Big One ha analizzato i metodi adoperati dalla Procter & Gamble per ridurre il personale.

### Presidenti

#### Amministrazione comune
- William Procter e James Gamble
- Harley Procter e James Norris Gamble (figli)
- William Cooper Procter e William Alexander Procter (nipoti)

#### Dopo la trasformazione in S.p.A.
- 1890-1907 William Alexander Procter
- 1907-1930 William Cooper Procter (ultimo presidente appartenente alla famiglia fondatrice)
- 1930-1948 Richard R. Deupree
- 1948-1957 Neil H. McElroy
- 1957-1974 Howard J. Morgens
- 1974-1981 Ed Harness
- 1981-1990 John G. Smale
- 1990-1995 Edwin L. Artzt
- 1995-1999 John E. Pepper e Durk I. Jager
- 1999-2000 Durk I. Jager
- 2000-2009 Alan G. Lafley
- 2009-2013 Robert A. McDonald
- 2013-2016 Alan G. Lafley
- 2016-oggi David S. Taylor

## Acquisizioni
- Richardson-Vicks: nel 1985 P&G allarga il suo settore benessere e cura del corpo con l'acquisto della Richardson-Vicks. Tra le marche più conosciute si ricordano i prodotti per il raffreddore Vicks, la crema per il viso Oil of Olaz o lo shampoo per capelli Pantene.
- Noxell: nel 1989 P&G entra a far parte delle categorie cosmetica e profumi con l'acquisto dell'azienda Noxell. Marche conosciute sono CoverGirls e Noxzema.
- Old Spice: nel 1990 P&G acquista i diritti di marca per la linea profumi, dopobarba, deodoranti e cura del viso Old Spice della Shulton Company. La marca esiste già dal 1938 sul mercato nordamericano ed è quindi una delle linee più tradizionali di cura maschile del corpo.
- Ellen Betrix & Max Factor: nel 1991 P&G acquista le imprese Ellen Betrix e Max Factor, rinforzando così la sua posizione nel settore cosmetico.
- VP Schickedanz: nel 1994 P&G entra a far parte del settore cartaceo europeo con l'acquisto dell'impresa tedesca VP Schickedanz, che già da molto tempo vantava la sua marca più conosciuta Tempo. Era proprietà di questa azienda anche la marca Camelia, che non poté essere acquisita da P&G per motivi legati alle norme giuridiche di cartello. Per questo essa andò nelle mani del gruppo avversario Johnson & Johnson.
- Tambrands: con l'espansione del settore igiene attraverso l'acquisto della Tambrands, nel 1997 P&G entra a far parte del mercato mondiale degli assorbenti intimi, con i tamponi di marca Tampax.
- Iams: nel 1999 P&G acquisisce l'impresa Iams per 2,05 miliardi di dollari (fino ad allora la più grande acquisizione della P&G), estendendo così il proprio portafoglio nel settore cibi per gli animali. L'impresa è specializzata in mangimi per cani e gatti ed al tempo dell'acquisizione realizzava fatturati intorno agli 800 milioni di dollari annui.
- Clairol: nel 2001 P&G acquisisce per 4,95 miliardi di dollari l'impresa Clairol, una branca aziendale della Bristol-Myers Squibb specializzata in cura e colorazione dei capelli.
- Wella: l'81 % di Wella fu acquisito nel 2003 per circa 6,5 miliardi di euro. Al settembre 2005 P&G possedeva il 95% delle azioni.
- Global Gillette: nel settembre del 2005, dietro nullaosta delle autorità antitrust, la P&G ha acquisito la Gillette per un valore di transazione di circa 57 miliardi di dollari. L'acquisto ha rappresentato la più grande acquisizione della storia della P&G. Con l'acquisizione della Gillette, P&G è diventato il secondo gruppo di beni di consumo al mondo, preceduto dal gruppo Nestlé.

## P&G in Italia

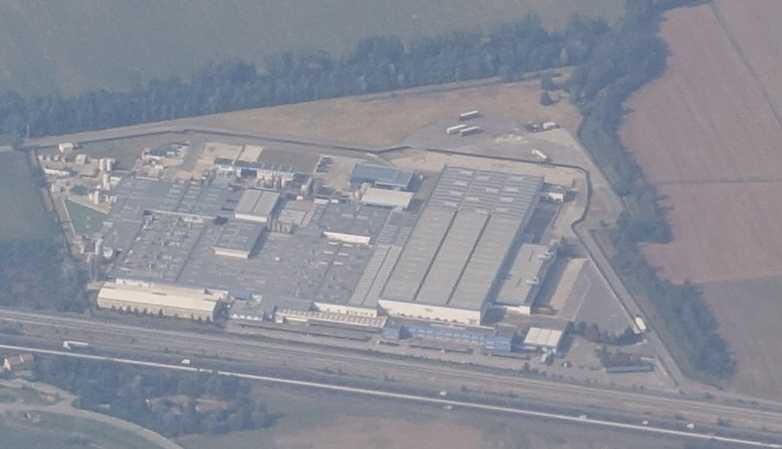
Impianto P&G di Gattatico

Procter & Gamble Italia ha sede legale a Roma. A seguito di una politica di disinvestimento sul territorio italiano, ha al momento solo due stabilimenti industriali attivi: a Pomezia, dove si producono detersivi per il bucato ed è il centro di distribuzione per il centro-sud Italia; a Gattatico, dove invece sono prodotti detergenti per la pulizia della casa. L'azienda ha infatti ceduto vari marchi ed unità produttive (es. Andezeno, dove si produce caffè), oltre ad aver chiuso la sede operativa di Castiglione delle Stiviere, dove c'erano gli uffici dei prodotti Wella.
Nel giro di pochi anni l'azienda ha chiuso tutte le attività di ricerca che si svolgevano nei centri di ricerca di Roma e di Sambuceto di San Giovanni Teatino, attivo dal 1985. I due centri prima della chiusura contavano circa 300 ricercatori. Inoltre P&G è azionista, in compartecipazione 50-50 con il Gruppo Angelini, della Fater S.p.A., azienda con sede a Pescara e presente sul mercato italiano con alcuni importanti linee di prodotti nel settore igienico-sanitario. Fater ha rilevato nel 2013 da P&G alcuni marchi come Ace, e stabilimenti tra cui quello di Campochiaro attivo dal 1983.

## Marchi

### Marchi in Italia
Gli articoli prodotti dalla P&G hanno una larga diffusione; il gruppo produce tutta una serie di articoli conosciuti, come i prodotti di pulizia per la casa Mastro Lindo e Viakal; prodotti per la cura del bucato come Dash e l'ammorbidente Lenor.
- Ambipur (deodoranti per ambienti)
- Dash (detersivi per bucato in lavatrice e a mano)
- Fairy (detersivi per stoviglie)
- Lenor (ammorbidente)
- Mastro Lindo (detergenti per la pulizia della casa)
- Swiffer (pulizia)
- Viakal (detergenti)
- AZ (dentifrici e prodotti per la cura dei denti)
- Gillette (rasoi)
- Braun (rasoi)
- Head & Shoulders (cura dei capelli)
- Kukident (prodotti per le dentiere)
- Olaz (cosmetici e creme)
- Oral-B (dentifrici e prodotti per la cura dei denti)
- Pampers (pannolini e prodotti per bambini)
- Pantene (cura dei capelli)
- Persona (cura della persona)
- Pringles (alimenti)
- Clearblue (cura della persona)
- Venus (depilazione)
- Vicks (prodotti per la sinusite e il raffreddore)
- ZzzQuil (prodotti per dormire)

## Organizzazione
Nel 1998 ebbe luogo una ristrutturazione aziendale nelle seguenti unità:
- GBU (Global Business Unit): responsabile per la creazione di nuovi prodotti e strategie di mercato a lungo termine. Punta all'aumento del valore delle azioni della società.
- MDO (Market Development Organisation): realizzazione delle strategie attraverso lo studio del mercato locale
- GBS (Global Business Service): funzioni di assistenza tecnica, come consulenza o contabilità. In parte dislocate in terze imprese, come IBM o HP.
- CF (Corporate Function): funzioni come divisione tributaria e legale.

Dal 2004 l'impresa è ripartita nelle seguenti unità gestionali:
- Health, Baby & Family Care GBU (cura terapeutica, per bambini e dell'igiene)
- Household Care GBU (cura dei tessuti, della casa, snacks e caffè)
- Beauty Care GBU (cura della bellezza, compresi prodotti per l'igiene femminile e profumi)
- Global Operations (MDO, GBS e altre funzioni)